# フレンチ・アルバム
『フレンチ・アルバム』（原題:D'eux=彼らについて）はセリーヌ・ディオンのフランス語によるアルバム。1995年3月27日発売。このアルバムのアメリカでの発売時に『The French Album』と名付けられたことから日本での発売時にもそのままカタカナで『フレンチ・アルバム』と名付けられた。ディオンの通算12枚目、英語盤では17枚目のアルバム。

## アルバム概要
このアルバムの作曲とプロデュースをジャン=ジャック・ゴールドマンが担当。ヒットシングル「愛をふたたび」、「私は知らない」やラジオシングル「バレー」（フランス）、「運命」、「貴方について行く」（カナダ）などが収録されている。また、「飛べ」は前年に嚢胞性線維症で亡くなったディオンの姪、Karineに捧げられた歌でもある。
1995年4月にはこのアルバムのための1時間特別番組がフランスで放映された。
このアルバムに収録されている曲のうち3曲(1、4、12)は英語版がセリーヌ・ディオンの次のアルバム『FALLING INTO YOU』に収録されている。またこのアルバムからの多くの楽曲が2005年に発売されたセリーヌ・ディオンのフランス語ベスト『オン・ヌ・シャンジュ・パ』にも収録された。
ディオンはこのアルバムをサポートアルバムにライブツアー、D'eux Tourを行い、そのうちパリのジーニス劇場で行われたライブ音源がCD『パリ・ライヴ』として発売された。なお販売促進にこのアルバムからはいずれもライブバージョンのシングル「Les derniers seront les premiers」(live)、「J'attendais」(live)、「Je sais pas」(live)が発売された。
このアルバムとそのリードシングル「愛をふたたび」はジュノー賞、フェリックス賞、Victoires de la Musiqueなど多くの賞を受賞した。また、ディオンは「史上最も良く売れているフランス語圏アーティスト」としてフランスの文化大臣からメダルを受け取った。
このアルバムは2004年1月に『愛するだけでよかったら』との2枚組CDとして再リリースされ、2006年9月には『愛するだけでよかったら』、『1人の女と4人の男』との3枚組で再々リリースされた。2006年11月6日にフランスでSony BMGから発売されたフレンチ・アルバムの「スペシャル・ゴールドディスク・エディション」は、バック・カタログ・チャートに7位で再ランクインし、2006年末までその位置を保持し続けた。
ちなみにディオンの2007年に発売されたアルバム『D'elles』はこのアルバムの原題『D'eux』の女性名詞からきている。そのため直訳はこのアルバムが「彼らについて」で『D'elles』が「彼女らについて」である。

## 収録曲
| #   | 曲名                                           | 作詞・作曲              | 時間 |
| --- | ---------------------------------------------- | ----------------------- | ---- |
| 1.  | "愛をふたたび"                                 | J.J. Goldman            | 4:14 |
| 2.  | "バレー"                                       | J.J. Goldman            | 4:25 |
| 3.  | "私を見て"                                     | J.J. Goldman            | 3:56 |
| 4.  | "私は知らない"                                 | J.J. Goldman, J. Kapler | 4:33 |
| 5.  | "父祖の記憶"                                   | J.J. Goldman            | 3:49 |
| 6.  | "もっと探して"                                 | E. Benzi                | 3:24 |
| 7.  | "運命"                                         | J.J. Goldman            | 4:15 |
| 8.  | "最後に来る者が一番になる"                     | J.J. Goldman            | 3:32 |
| 9.  | "貴方について行く" (with Jean-Jacques Goldman) | J.J. Goldman            | 3:27 |
| 10. | "私は待っていた"                               | J.J. Goldman            | 4:24 |
| 11. | "異教徒の祈り"                                 | J.J. Goldman            | 4:12 |
| 12. | "飛べ"                                         | J.J. Goldman            | 2:58 |